# 栗蕨
栗蕨（學名：Histiopteris incisa）為碗蕨科栗蕨屬下的一個種。是一種常見的蕨類植物，分佈於全球熱帶及亞熱帶地區。通常出現在潮濕的環境，並能生長佔據一大片面積。栗蕨每個羽片的最基部裂片外觀類似蝙蝠翅膀，這也是其英文俗名 bat's wing fern 的由來，在台灣常以外觀類似蝴蝶來形容。

## 形態
栗蕨是一種中型蕨類植物，葉片長度約60-200 cm。 其粗壯的長橫走根莖直徑約5-10mm，表面覆有紅棕色的鱗片，在地下匍匐生長。每片獨立葉片之間的距離較寬，二至三回羽狀深裂，裂片略呈二型，可育裂片（孢子裂片）比不育的裂片（營養裂片）稍狹窄。 可育裂片具有連續線形的孢子囊群，無囊群蓋（無孢膜），但受到反捲的葉緣保護。幼葉時葉柄呈泛白的藍綠色，厚實多肉狀，成熟葉的葉柄較細長，呈紅棕色。羽片為淡灰綠色，呈現出一種不帶光澤的灰綠色。羽片對生，多裂。 每對羽片最基部的兩個裂片組合在一起形成蝙蝠翅膀狀的外觀，這樣的形態外觀也是這種蕨類英文俗名 bat's wing fern 的由來，而在台灣常以狀似蝴蝶的構造來形容兩兩成對的小羽片。:67-68:90

## 生育地與分布
廣泛分佈於亞洲、非洲、南美洲、澳洲、紐西蘭及太平洋島嶼等全球熱帶及亞熱帶地區，模式標本採自非洲好望角。
生長於低至中海拔光線充足的森林中，也能生長在森林遭破壞的開闊地區，常出現在潮濕環境，大片生長。亦能在含硫量高或酸性土壤的環境生長，如在臺灣的金瓜石採礦區、陽明山地區的火山活動或溫泉區域。